# Kedokanbunder
Kedokanbunder is een bestuurslaag in het regentschap Indramayu van de provincie West-Java, Indonesië. Kedokanbunder telt 9100 inwoners (volkstelling 2010).